# Les Enquêtes du département V

Les Enquêtes du département V est une série de 10 romans policiers de l'écrivain danois Jussi Adler-Olsen. En mai 2020, elle s'est vendue à plus de dix-huit millions d'exemplaires.

## Romans
Vol. 1 - Miséricorde (da) (Kvinden i buret, 2007). Trad. de Monique Christiansen
- Paris : Albin Michel, octobre 2011, 489 p. (Littérature étrangère)  (ISBN 978-2-226-22993-9)
- Paris : Le Livre de poche, janvier 2013, 528 p. (Policier / Thriller)  (ISBN 978-2-253-17361-8) - Réédition : Edition Noël 2013, novembre 2013  (ISBN 978-2-253-17776-0)
- Paris : Audiolib, janvier 2013, livre audio, 14h35, lu par Eric Herson-Macarel

- 2012 : Grand prix des lectrices de Elle, catégorie Policier
- 2012 : Prix du Livre Robinsonnais, catégorie Policiers 
- 2013 : Prix des lecteurs du Livre de poche 
- 2013 : Prix Plume d'or du thriller international 
- 2014 : Coup de cœur de La Griffe Noire
Vol. 2 - Profanation (da) (Fasandræberne, 2008). Trad. de Caroline Berg
- Paris : Albin Michel, mai 2012, 480 p. (Littérature étrangère)  (ISBN 978-2-226-24141-2)
- Paris : Le Livre de poche, janvier 2014, 576 p. (Policier / Thriller)  (ISBN 978-2-253-17903-0)
- Paris : Audiolib, mai 2014, livre audio, 13h52, lu par Julien Chatelet

Vol. 3 - Délivrance (da) (Flaskepost fra P, 2009). Trad. de Caroline Berg
- Paris : Albin Michel, janvier 2013, 672 p. (Littérature étrangère)  (ISBN 978-2-226-24513-7)
- Paris : Le Livre de poche, janvier 2015, 733 p. (Policier / Thriller)  (ISBN 978-2-253-18438-6)
- Paris : Audiolib, janvier 2015, livre audio, 17h11, lu par Julien Chatelet

Vol. 4 - Dossier 64 (da) (Journal 64, 2010).
- Paris : Albin Michel, janvier 2014, 608 p. (Littérature étrangère)  (ISBN 978-2-226-25421-4)
- Paris : Le Livre de poche, janvier 2016, 665 p. (Policier / Thriller)  (ISBN 978-2-253-09515-6)
- Paris : Audiolib, janvier 2016, livre audio, 16h50, lu par Julien Chatelet

Vol. 5 - L’Effet papillon (da) (Marco Effekten, 2012). Trad. de Caroline Berg
- Paris : Albin Michel, janvier 2015, 600 p. (Littérature étrangère)  (ISBN 978-2-226-31245-7)
- Paris : Le Livre de poche, mars 2017, 736 p. (Policier / Thriller)  (ISBN 9782253092421)
- Paris : Audiolib, janvier 2017, livre audio, 16h53, lu par Julien Chatelet

Vol. 6 - Promesse (da) (Den grænseløse, 2014).
- Paris : Albin Michel, janvier 2016, 656 p. (Littérature étrangère)  (ISBN 978-2-226-31946-3)

Vol. 7 - Selfies (da) (Selfies, 2016).
- Paris : Albin Michel, mars 2017, 650 p. (Littérature étrangère)  (ISBN 978-2-226-39629-7)

Vol. 8 - Victime 2117 (da) (Offer 2117, 2019).
- Paris : Albin Michel, janvier 2020,  572 p. (Littérature étrangère)  (ISBN 978-2-226-39633-4)

Vol. 9 - Sel (da) (Natrium Chlorid,  2021).
- Paris : Albin Michel, mai 2022,  560 p. (Littérature étrangère)  (ISBN 978-2-226-47160-4)

Vol. 10 - 7m² (da) (Syv m2 med lås,  2024).
- Paris : Albin Michel, mai 2024,  624 p. (Littérature étrangère)  (ISBN 978-2-226-47163-5)

## Adaptations au cinéma
- 2013 : Les Enquêtes du département V : Miséricorde  (Kvinden i buret) de Mikkel Nørgaard
- 2014 : Les Enquêtes du département V : Profanation (Fasandræberne) de Mikkel Nørgaard
- 2016 : Les Enquêtes du département V : Délivrance (Flaskepost fra P) de Hans Petter Moland
- 2018 : Les Enquêtes du département V : Dossier 64 (Journal 64) de Christoffer Boe
- 2021 : Les Enquêtes du département V : Effet Marco (ou : L'Effet papillon) (Marco effekten) de Martin Zandvliet
- 2024 : Les Enquêtes du département V : Promesse (Den grænseløse) d'Ole Christian Madsen